# Vinos del nuevo mundo

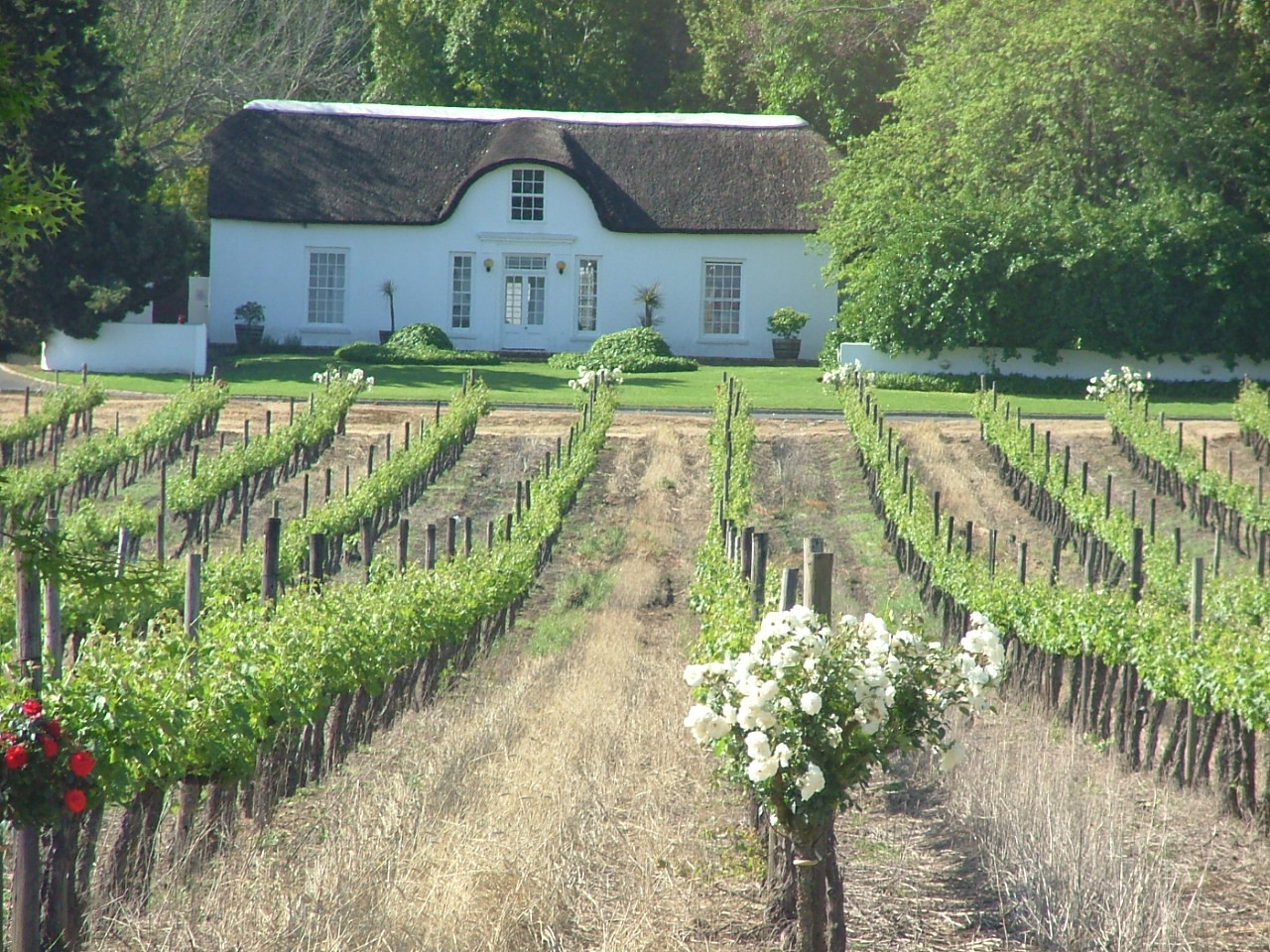
Viñedo en Stellenbosch, Sudáfrica.

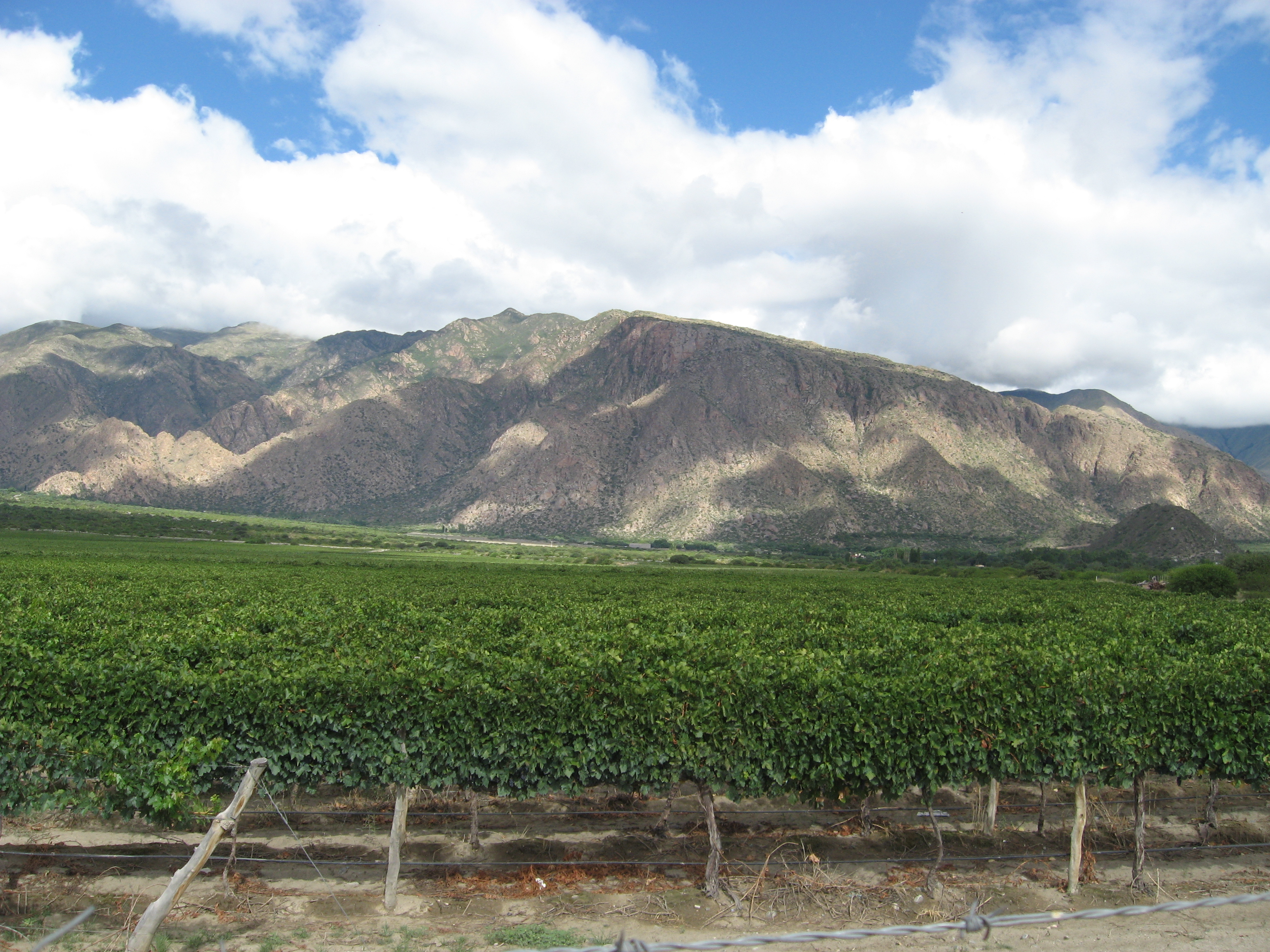
Viñedos de Cafayate, en la Provincia de Salta, República Argentina donde se encuentran los viñedos más altos del mundo.

Vinos argentinos.

En la viticultura, se denominan «vinos del nuevo mundo» a los vinos procedentes de áreas fuera de los viñedos de Europa, como son Argentina, Chile, Estados Unidos, México, Perú, Uruguay, Canadá, Australia, Nueva Zelanda y Sudáfrica. Es un concepto que se contrapone a la clasificación de los «vinos del viejo mundo».

## Historia
En la historia del vino hubo un instante en el que tanto la vitis vinifera, tanto como su cultivo así como la elaboración del vino dejó el denominado viejo continente en las sucesivas colonizaciones de otras tierras que protagonizaron sus habitantes. De esta forma la Colonización europea de América proporciona los vinos de California (véase: Historia del vino de California) que posteriormente se propagarían a lo largo de toda América. La variedad traída de los viñedos españoles, en la actualidad se denomina en EE. UU.: uva de la misión (mission grape). Estas primeras plantaciones se reprodujeron en las diversas misiones dando lugar a los primeros vinos en esos lugares. Pronto la colonización se extendió a otros lugares como Sudáfrica y Australia. Dando una denominación global a los vinos.